# Крейсера-скауты типа «Форвард»
Крейсера-скауты типа «Форвард»—серия крейсеров британского Королевского флота, построенная в 1900-х гг. XX века. Проект стал развитием крейсеров III класса типа «Джем». Всего было построено 2 крейсера: «Форвард» (англ.  Forward), «Форсайт» (англ.  Foresight).

## Конструкция

### Силовая установка
2 трёхцилиндровые паровые машины тройного расширения, 12 паровых котлов Торникрофта. Запас угля 500 тонн. Дальность плавания на 10-узловом ходу 3400 миль.

### Бронирование
В то время они были самыми малыми британскими военными кораблями, имеющими вертикальное бортовое бронирование.

### Вооружение
В 1911 году перевооружены на 9×102 мм орудий Mk IV.

## Служба
- «Форвард» — заложен 22 октября 1903 г., спущен 27 июля 1904 г., в строю с 22 августа 1905 г.
- «Форсайт» — заложен 24 октября 1903 г., спущен 8 октября 1904 г., в строю с 8 сентября 1905 г.[2]